# Adenozilhomocisteinska nukleozidaza
Adenozilhomocisteinska nukleozidaza (EC 3.2.2.9, -adenozilhomocisteinska hidrolaza, S-adenozilhomocisteinska nukleozidaza, 5'-metiladenozinska nukleozidaza, S-adenozilhomocistein/5'-metiltioadenozin nukleozidaza, AdoHcy/MTA nukleozidaza) je enzim sa sistematskim imenom S-adenozil--homocisteinska homocisteinilribohidrolaza. Ovaj enzim katalizuje sledeću hemijsku reakciju
-adenozil--homocistein + 2O {\displaystyle \rightleftharpoons } S-(5-dezoksi-D-ribos-5-il)-L-homocistein + adenin
Ovaj enzim takođe deluje na S-metil-5'-tioadenozin, čime se formira adenin i S-metil-5-tioriboza (cf. EC 3.2.2.16, metiltioadenozin nukleozidaza).

## Literatura
- Nicholas C. Price; Lewis Stevens (1999). Fundamentals of Enzymology: The Cell and Molecular Biology of Catalytic Proteins (Third изд.). USA: Oxford University Press. ISBN 019850229X.
- Eric J. Toone (2006). Advances in Enzymology and Related Areas of Molecular Biology, Protein Evolution (Volume 75 изд.). Wiley-Interscience. ISBN 0471205036.
- Branden C; Tooze J. Introduction to Protein Structure. New York, NY: Garland Publishing. ISBN 0-8153-2305-0.
- Irwin H. Segel. Enzyme Kinetics: Behavior and Analysis of Rapid Equilibrium and Steady-State Enzyme Systems (Book 44 изд.). Wiley Classics Library. ISBN 0471303097.
- William P. Jencks (1987). Catalysis in Chemistry and Enzymology. Dover Publications. ISBN 0486654605.

## Spoljašnje veze
- Adenosylhomocysteine+nucleosidase на 